# Герб Кривоозерського району
Герб Кривоозе́рського райо́ну — офіційний символ Кривоозерського району Миколаївської області, затверджений 10 червня 2003 року рішенням Кривоозерської районної ради.
Автори — Р. Кочкуров, І. Янушкевич.

## Опис
Гербовий щит має форму чотирикутника із півколом в основі. Щит перетятий трьома вузькими балками — срібною, золотою й лазуровою, у верхньому зеленому полі золотий козацький (лапчастий) хрест, у нижньому золотому — чорне колесо від чумацького воза.
Щит обрамований декоративним золотим картушем з накладеними дубовими гілками та кетягом калини й увінчано короною з колосків та дубових листків.